# Бистрица (Жепче)
Бистрица је насељено мјесто у Босни и Херцеговини у општини Жепче које административно припада Федерацији Босне и Херцеговине. Према попису становништва из 1991. у насељу је живјело 1.192 становника.

## Становништво
| Националност       | 1991.        | 1981.        | 1971.        |
| Хрвати             | 609 (51,09%) | 591 (52,81%) | 548 (52,89%) |
| Срби               | 548 (45,97%) | 509 (45,48%) | 484 (46,71%) |
| Муслимани          | 2 (0,16%)    | 0            | 0            |
| Југословени        | 18 (1,51%)   | 8 (0,71%)    | 3 (0,28%)    |
| остали и непознато | 15 (1,25%)   | 11 (0,98%)   | 1 (0,09%)    |
| Укупно             | 1.192        | 1.119        | 1.036        |